# 도야마 (신주쿠구)

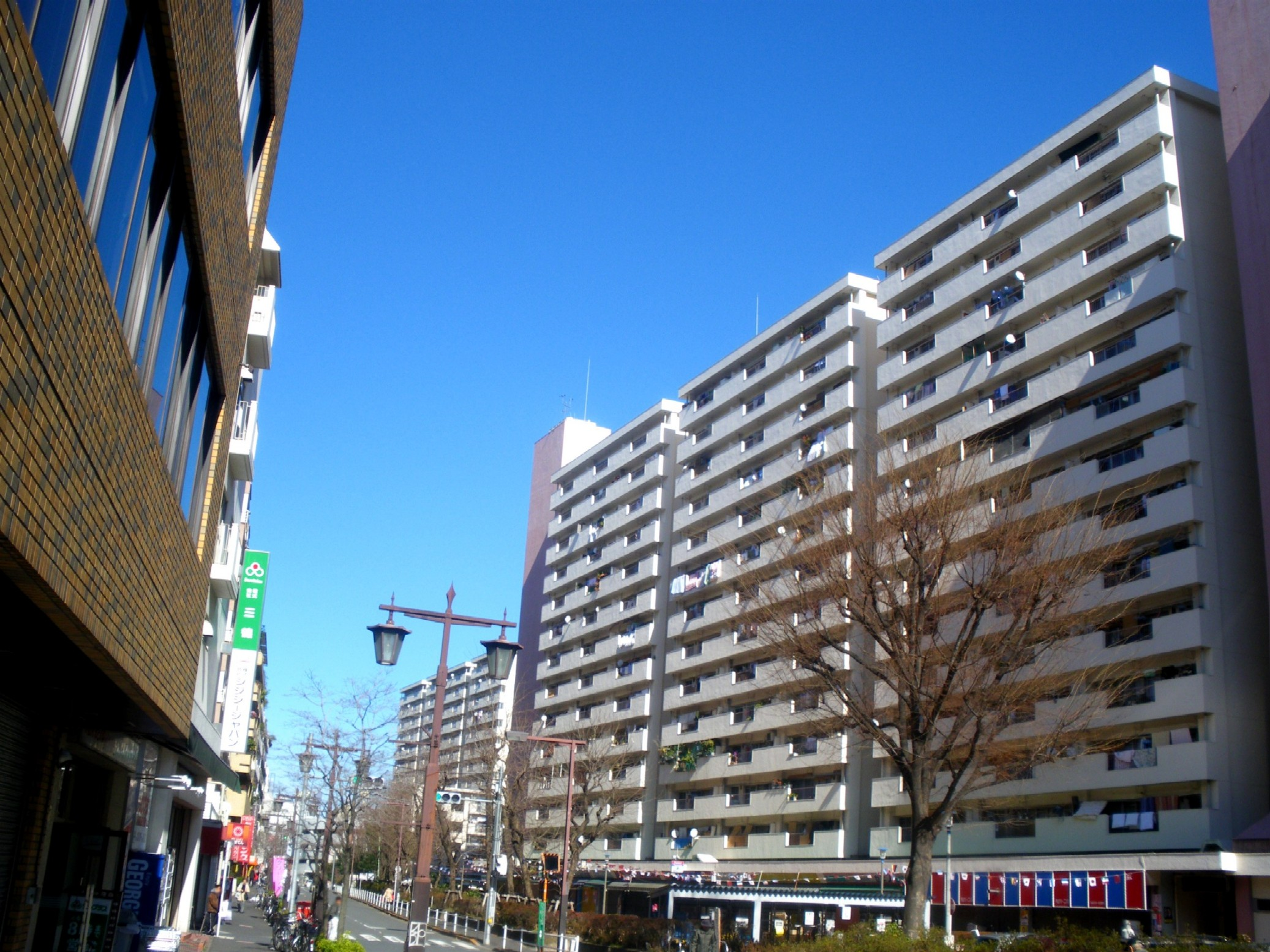
도야마 하이츠

도야마(일본어: 戸山 도야마[*])는 일본 도쿄도 신주쿠구의 지명이다. 2010년 8월 1일 인구는 총 9,272명이다. 신주쿠 구의 지리적 중심에 위치하며, 도시 지역내 일반 주택 외에도 도야마 하이츠라는 집합 주택이 존재한다. 하코네 산을 중심으로 한 도야마 공원도 이 곳에 위치하고 있다.

## 시설

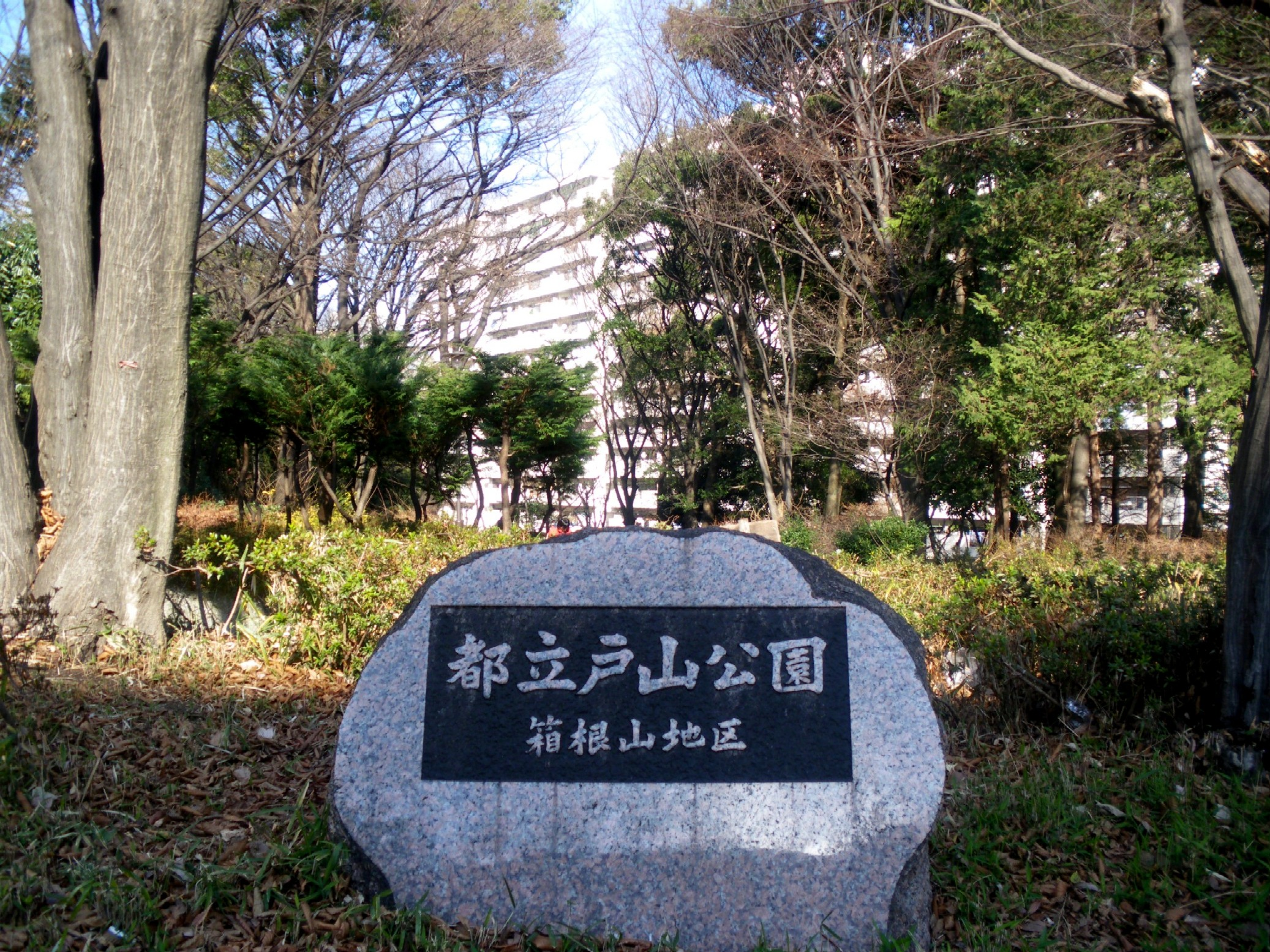
도야마 공원 입구

- 도야마 하이츠 단지
- 도야마 공원
- 도쿄 도립 도야마 고등학교
- 가쿠슈인 여자 대학
- 가쿠슈인 여자고등과
- 와세다 대학 도야마 캠퍼스
- 니시와세다 역
- 신주쿠 구립 니시와세다 중학교
- 국립 감염증 연구소
- 국립 국제 의료 연구 센터